# Luštěnice (zámek)
Luštěnice je pozdně barokní zámek v obci Luštěnice 10 km jižně od Mladé Boleslavi. Jde o trojkřídlý dvoupatrový zámek tvaru do U, v zadní části s malým nádvořím. Je chráněn jako kulturní památka České republiky.

## Historie
Zámek byl postaven kolem roku 1760 na místě renesanční tvrze. Ta je zachována ve sklepní části západní poloviny zámku.
Vystavěl jej Josef Scherzer z Kleinmühlu. Koncem 18. století jej prodal rodu Gallasů, kteří sídlili v sousedních Horkách. Luštěnický zámek se změnil v kanceláře a začal pomalu chátrat. Částečně opraven byla až po přechodku do majetku státu v 50. letech 20. století; došlo však při tom k několika úpravám, které stavbu znehodnotily. Bylo zde sídlo MNV, pošty a zdravotního střediska. Část zámku byla přestavěna na byty. Po roce 1989 se vrátil do rukou potomků původních majitelů.
V roce 2013 byl zámek ve značně zanedbaném stavu. Nyní (rok 2016) je opravený.

## Další fotografie

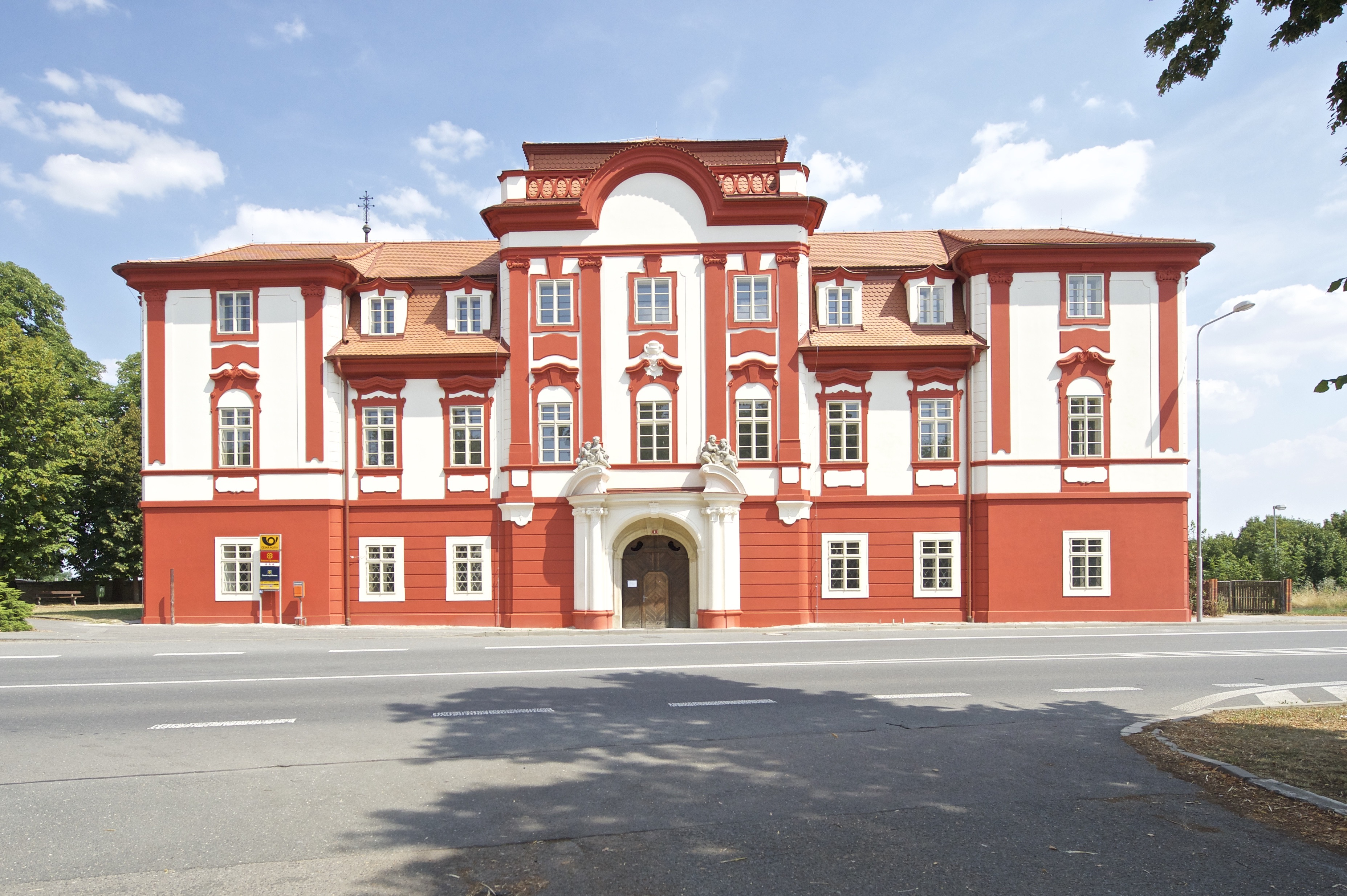
Čelní pohled
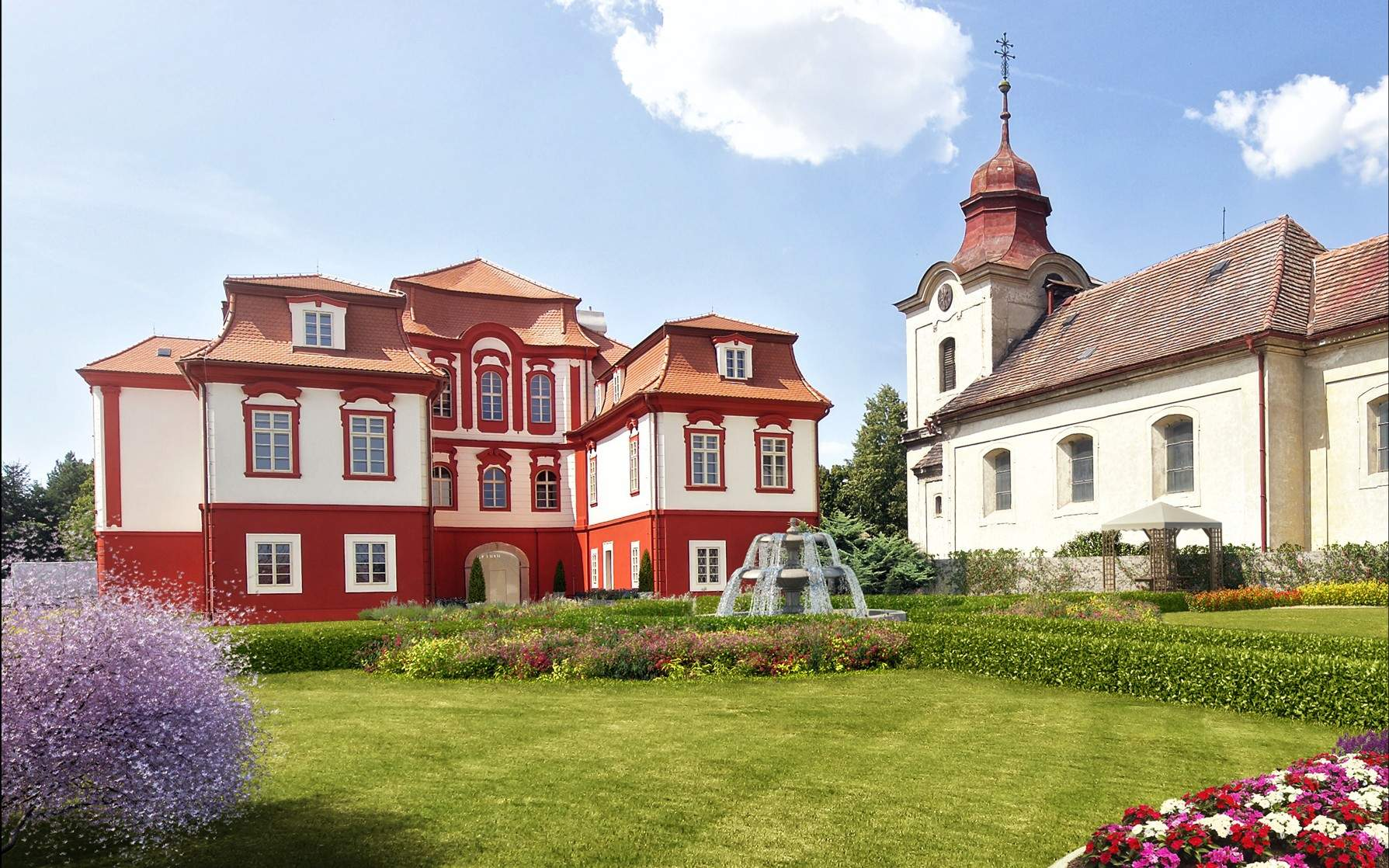
Zámek zezadu
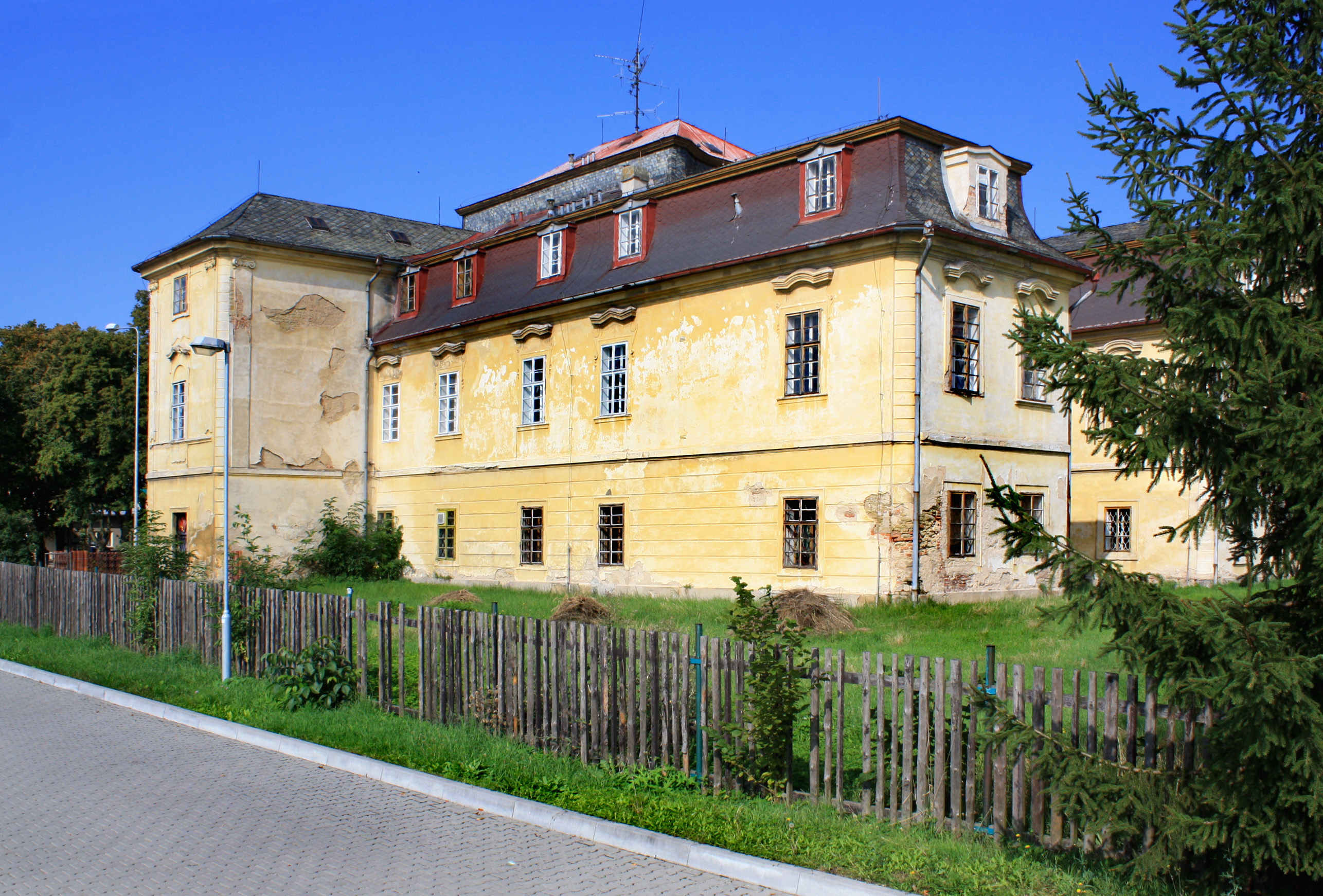
Dřívější vzhled zámku (rok 2013)